# Miloš Teodosić
Miloš Teodosić (serbisch-kyrillisch Милош Теодосић; * 19. März 1987 in Valjevo) ist ein ehemaliger serbischer Basketballspieler. Bei einer Größe von 1,95 m nahm er meist die Position des Point Guards ein, wurde aber auch als Shooting Guard eingesetzt. Nach erfolgreichen Jahren bei Olympiakos Piräus und ZSKA Moskau spielte er von 2017 bis 2019 in der NBA für die Los Angeles Clippers.

## Karriere

### Vereinskarriere
Teodosić begann seine Karriere bei Reflex Belgrad, wo er in der Saison 2004/05 erstmals in der ersten Mannschaft zum Einsatz kam. Anschließend wechselte er zu KK Borac Čačak, bevor er nach einem Jahr wieder nach Belgrad zum nun FMP Železnik genannten Verein zurückkehrte. Mit seinen Leistungen dort machte Teodosić den griechischen Verein Olympiakos Piräus auf sich aufmerksam, der ihn 2007 unter Vertrag nahm. In der Saison 2009/10 gelang ihm schließlich der sportliche Durchbruch, als er Olympiakos ins Finale der EuroLeague sowie zum Pokalsieg in Griechenland führte. Hierfür wurde er zum MVP der EuroLeague-Saison sowie des griechischen Pokalfinals und ins All-Euroleague First Team gewählt. Teodosić hatte zuvor im Laufe der Saison 2009/10 in 22 Euroleague-Einsätzen 13,4 Punkte und 4,9 Korbvorlagen je Begegnung erzielt.

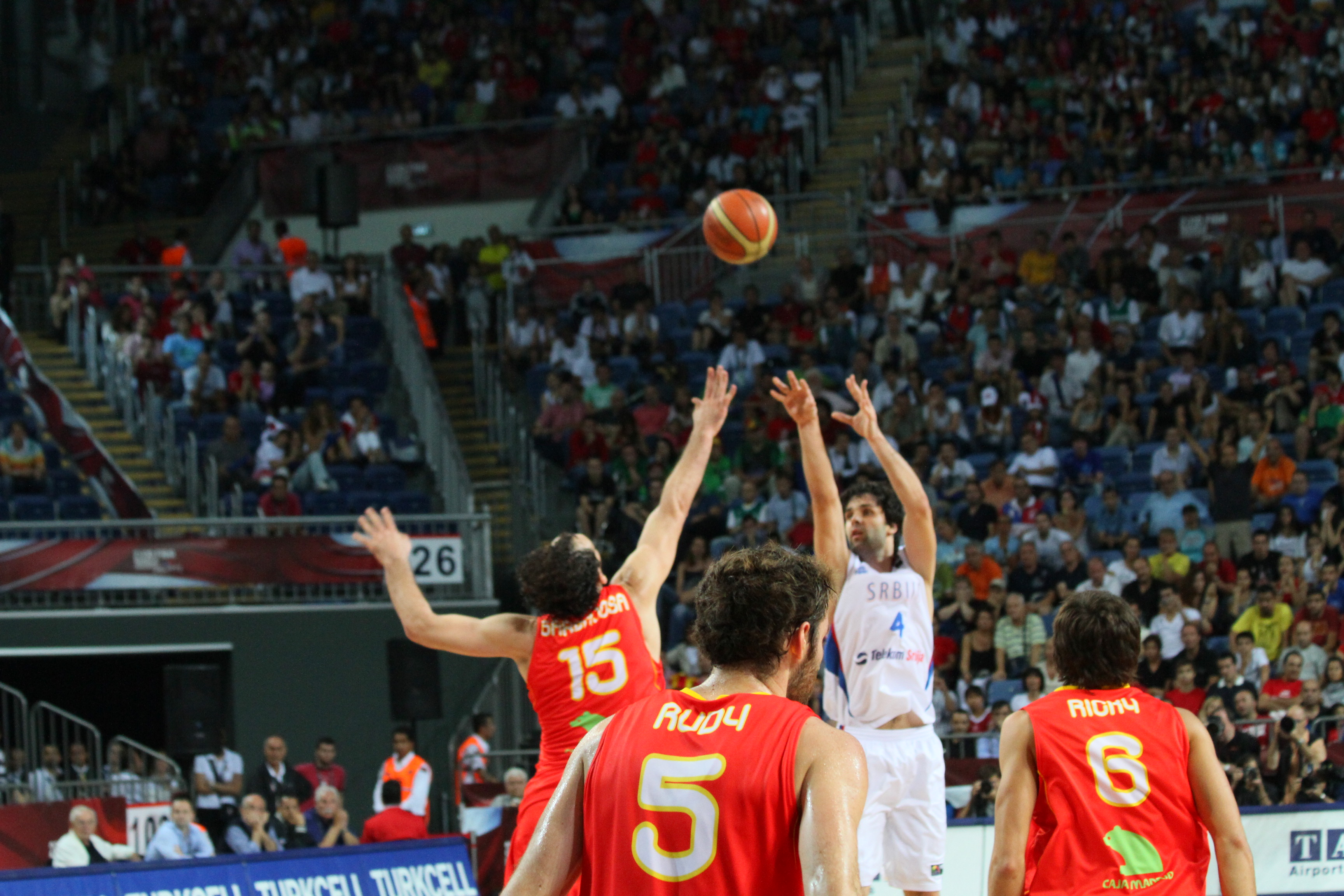

Nach dem Wechsel zum ZSKA Moskau erreichte Teodosić wiederum des Euroleague-Endspiel 2012, welches jedoch gegen Olympiakos verloren wurde. Dabei wurde er in das All-Euroleague Second Team gewählt. Im gleichen Jahr gewann Teodosić mit ZSKA neben der russischen Meisterschaft die VTB United League. Bis 2017 gewann er mit Moskau in jedem Jahr den VTB-Meistertitel, auf europäischer Ebene kam 2016 der Sieg in der Euroleague hinzu, zu dem der Serbe in der Saison 2015/16 im Schnitt 16,1 Punkte sowie 5,7 Korbvorlagen beitrug.
2017 wechselte er im Alter von 30 Jahren in die NBA, er wurde von den Los Angeles Clippers verpflichtet. In der Saison 2017/18 stand Teodosić bei 45 NBA-Einsätzen für die Kalifornier in 36 Spielen in der Anfangsaufstellung, seine mittlere Einsatzzeit betrug rund 25 Minuten, die er zu 9,5 Punkten und 4,6 Korbvorlagen je Begegnung nutzte. In seinem zweiten NBA-Jahr sank seine Einsatzzeit auf zehn Minuten pro Partie (3,2 Punkte, 2,1 Korbvorlagen/Spiel). Im Februar 2019 wurde Teodosić, dem eine Knieverletzung zu schaffen machte, aus dem Aufgebot der Kalifornier gestrichen. Danach war der Serbe vereinslos, ehe er seine Laufbahn in Italien fortsetzte, im Sommer 2021 nahm ihn Virtus Bologna unter Vertrag. 2021 wurde er mit der Mannschaft italienischer Meister, Teodosić wurde als bester Spieler der Endspielserie ausgezeichnet. Mit Bologna gewann er im Mai 2022 den EuroCup, erzielte im Endspiel 21 Punkte und wurde als bester Spieler der Begegnung benannt.
Im Sommer 2023 wechselte er zu KK Roter Stern Belgrad. Ende Juni 2025 gab Teodosić das Ende seiner Spielerlaufbahn bekannt.

### Nationalmannschaft
Bereits mit den Jugendauswahlen von Serbien und Montenegro bzw. Serbien war Teodosić sehr erfolgreich, er gewann die Europameisterschaften im U16- sowie U18-Bereich und wurde als MVP der U20-Europameisterschaft 2007 ausgezeichnet, die er mit Serbien ebenfalls gewann. Anschließend nahm er mit der A-Nationalmannschaft an der Europameisterschaft 2007 teil, die jedoch für Serbien enttäuschend verlief. Bei der Europameisterschaft 2009 hingegen konnte Teodosić die Mannschaft ins Endspiel führen, wofür er ins All-Tournament Team gewählt wurde. Auch für die Weltmeisterschaft 2010 wurde er nominiert, nach einer Schlägerei im Finale des Akropolis-Turniers 2010 wurde er aber für die ersten beiden Spiele gesperrt. Dennoch erreichte Teodosić mit Serbien bei diesem Turnier das Halbfinale und wurde ins All-Tournament Team gewählt.
Bei der Basketball-WM 2014 in Spanien wurde Teodosić mit Serbien Vize-Weltmeister. Im Finale verloren die Serben mit 92:129 gegen die USA. Teodosić wurde ins All-Tournament Team gewählt. Bei der Europameisterschaft 2015 gehörten er und die serbische Nationalmannschaft zu den Favoriten auf den Titel und er selbst spielte ein gutes Turnier mit durchschnittlich 11,8 Punkten sowie 7,1 Assists und 2,7 Rebounds pro Spiel, dennoch reichte es nur zum vierten Platz nach Niederlagen gegen Litauen und im Spiel um den dritten Platz gegen Frankreich. Bei den Olympischen Sommerspielen 2016 erreichten Teodosić und die serbische Mannschaft nach einer eher schwachen Vorrunde nach Siegen gegen Kroatien sowie Australien das Finale, welches jedoch mit 66:96 (52:29) gegen die USA deutlich verloren ging. Die Weltmeisterschaft 2019 verpasste er wegen einer Verletzung.
Im Sommer 2022 strich Serbiens Nationaltrainer Svetislav Pešić Teodosić, der zu diesem Zeitpunkt noch Mannschaftskapitän war, in der EM-Vorbereitung aus dem Aufgebot für die Europameisterschaft. Pešić begründete den Schritt damit, dass er für die betreffende Position bessere Spieler habe und wollte Teodosić auch nicht Ersatzspieler einsetzen, da dieser nie ein Spieler gewesen sei, der von der Bank aus kommend ins Spiel eingegriffen habe.

## Erfolge und Auszeichnungen

### Mit der Mannschaft
- U16-Europameister 2003
- U18-Europameister 2005
- U20-Europameister 2007
- EM-Silbermedaille 2009
- WM-Silbermedaille 2014
- Olympische Silbermedaille 2016
- Sieger griechischer Pokal 2009, 2010
- Sieger russische Meisterschaft 2012, 2013
- Sieger VTB United League 2012, 2013, 2014, 2015, 2016, 2017
- Sieger Euroleague 2016
- Sieger EuroCup 2022
- Sieger italienische Meisterschaft 2021

### Einzelauszeichnungen
- Mitglied des All-Tournament Team bei der EM 2009
- Mitglied des All-Tournament Team bei der WM 2010
- MVP der Euroleague 2010
- Spieler des Jahres der FIBA Europe 2010
- Mitglied des All-Euroleague First Team 2010
- MVP des Monats Dezember der VTB United League 2012
- MVP der Play-off der VTB United League 2013/14
- Serbiens Basketballer des Jahres 2016[17]
- MVP der Play-off der Lega Basket Serie A 2020/21
- MVP Finale EuroCup 2022